# Roca de Saint-Cirq
La Roc de Saint-Cirq («roca de Saint-Cirq») es un yacimiento arqueológico de época paleolítica situado en el municipio de Saint-Cirq en el departamento de la Dordoña, al suroeste de Francia. Fue declarado Patrimonio de la Humanidad por la Unesco en el año 1979, formando parte del lugar «Sitios prehistóricos y grutas decoradas del valle del Vézère» con el código 85-013.
La Roc de Saint-Cirq también es conocida como Grotte du sorcier («gruta del brujo»). Este sitio alberga grabados prehistóricos que datan del Magdaleniense. Hay animales como bisontes, caballos o íbices, así como signos geométricos y representaciones humanas, entre ellas el célebre brujo que le da su mote.
El sitio está abierto a la visita.